# لويزا ماريا ستيوارت
لويزا ماريا ستيوارت (28 يونيو 1692 - 18 أبريل 1712)؛ وتعرف لدى اليعاقبة باسم الأميرة الملكية، كانت آخر أبناء جيمس الثاني والسابع ملك إنجلترا واسكتلندا وإيرلندا المخلوع وزوجته الثانية ماري من مودينا، كانت لويزا ماريا من أتباع الروم الكاثوليك مثل شقيقها جيمس فرانسيس إدوارد (بموجب قانون التسوية 1701) استبعد كلاهما من الخلافة على العرش البريطاني بعد وفاة أختهم البروتستانتية الغير الشقيقة الملكة آن ملكة بريطانيا العظمى.
أطلقت جمعية ستيوارت الملكية [الإنجليزية] على لويزا ماريا لقب (الأميرة فوق الماء) في إشارة إلى اللقب غير الرسمي (الملك فوق الماء) الذي ادعاه اليعاقبة لأنفسهم ولم يكن لأي منهم أي بنات شرعيات.
اكتسبت لويزا ماريا شعبية في البلاط الفرنسي وأحبت الرقص والأوبرا، كان شارل دوق بيري (1686-1714) حفيد لويس الرابع عشر والملك كارل الثاني عشر ملك السويد (1682-1718) مرشحين للزواج منها، لكنها لم تتزوج أيا منهما، بالنسبة لشارل فربما كان موقف لويزا ماريا الغامض هو سبب عدم إتمام الزواج، أما بالنسبة لملك السويد الشاب كارل الثاني عشر فبسبب أنه لم يكن من الروم الكاثوليك.
في أبريل 1712، أصيب كل من جيمس فرانسيس إدوارد ولويزا ماريا بمرض الجدري. تعافى شقيقها من المرض، بينما تمكن المرض من لويزا فتوفيت في 28 أبريل عن عمر يناهز 19 عامًا ودُفنت مع والدها في كنيسة البينديكتين الإنجليزية في باريس.